# Lewis (Familienname)
Lewis [ˈluː.ɪs] ist ein englischer Familienname. Er leitet sich entweder vom gleichlautenden Vornamen ab, oder es handelt sich um eine anglisierte Variante des Namens Llywelyn.

## Namensträger

### A
- Aaron Lewis (* 1972), US-amerikanischer Sänger
- Abner Lewis (1801–1879), US-amerikanischer Politiker
- Ada Lewis (Schauspielerin) (1872–1925), US-amerikanische Schauspielerin
- Ada Lewis-Hill (1844–1906), englische Musikerin und Stifterin
- Adrian Lewis (* 1985), englischer Dartspieler
- Adrian S. Lewis (* 1962), britisch-kanadischer Mathematiker
- Agnes Smith Lewis (1843–1926), schottische Theologin und Orientalistin
- AJ Lewis (* 2001), US-amerikanischer Volleyballspieler
- Akilah Lewis (* 2000), Leichtathletin aus Trinidad und Tobago
- Al Lewis (1923–2006), US-amerikanischer Schauspieler
- Alec Lewis (1920–2013), englischer Rugby-Union-Spieler
- Alexander Lewis, US-amerikanischer Politiker und Bürgermeister von Detroit
- Alfred Henry Lewis (1855–1914), US-amerikanischer Schriftsteller und Journalist
- Alan Lewis (Sportschütze) (* 1950), irischer Sportschütze
- Alan Lewis (Psychologe) (1952–2022), britischer Psychologe
- Alan Lewis (Fußballspieler) (Alan Trevor Lewis; 1954–2016), englischer Fußballspieler
- Alan Lewis (Cricketspieler) (David Alan Lewis; * 1964), irischer Cricketspieler und Rugby-Union-Schiedsrichter
- Allan Lewis (* 1942), walisischer Rugby-Union-Spieler
- Allen Montgomery Lewis (1909–1993), Jurist und Politiker aus Saint Lucia
- Alun Lewis (Schriftsteller) (1915–1944), walisischer Schriftsteller
- Alun Lewis (Schauspieler) (geb. Alun Bennett; * 1949), englischer Schauspieler
- Alun Lewis (Rugbyspieler) (Alun David Lewis; * 1956), walisischer Rugbyspieler
- Alya Lewis (* 1980), jamaikanische Badmintonspielerin
- Ana Lewis (* 1993), argentinische Handballspielerin
- Ananda Lewis (1973–2025), US-amerikanische Fernsehmoderatorin
- Andre Lewis (* 1994), jamaikanischer Fußballspieler
- Andrea Lewis (* 1985), kanadische Schauspielerin
- Andrew Lewis (Marineoffizier) (1918–1993), britischer Marineoffizier
- Andrew Lewis (Komponist) (* 1963), britischer Komponist
- Andrew Lewis (Boxer) (1970–2015), guyanischer Boxer
- Andrew Lewis (Fußballspieler) (* 1974), US-amerikanischer Fußballspieler
- Andrew Lewis (Rennfahrer), US-amerikanischer Rennfahrer
- Andrew Lewis (Rugbyspieler) (* 1973), walisischer Rugby-Union-Spieler
- Andrew Lewis (Segler) (* 1989), Segler aus Trinidad und Tobago
- Andrew L. Lewis (1931–2016), US-amerikanischer Politiker
- Andy Lewis (1925–2018), US-amerikanischer Drehbuchautor
- Annabelle Lewis (* 1989), britische Leichtathletin
- Anthony Lewis (1927–2013), US-amerikanischer Journalist
- Anthony R. Lewis (* 1936), US-amerikanischer SF-Autor und -Herausgeber
- Antony Lewis (* 1975), britischer Kosmologe und Softwareentwickler
- Art Lewis (* 1936), US-amerikanischer Jazzmusiker (Schlagzeug)
- Arthur Lewis (Leichtathlet), britischer Kugelstoßer
- Arthur Lewis (Produzent) (1916–2006), US-amerikanischer Filmproduzent
- Arthur D. Lewis (1918–2008), amerikanischer Manager im Verkehrswesen
- Ashton Lewis (* 1972), US-amerikanischer Rennfahrer

### B
- Barbour Lewis (1818–1893), US-amerikanischer Politiker
- Barbara Lewis (* 1943), US-amerikanische Sängerin
- Barbara Hope-Lewis, eigentlicher Name von Barbara Erskine (* 1944), irisch-britische Autorin
- Ben Lewis (Schauspieler, 1882) (1882–??), US-amerikanischer Schauspieler
- Ben Lewis (Filmeditor) (1894–1970), US-amerikanischer Filmeditor
- Ben Lewis (Fußballspieler, 1898) (1898–??), walisischer Fußballspieler
- Ben Lewis (Dokumentarfilmer) (* 1966), britischer Dokumentarfilmer, Autor und Kunstkritiker
- Ben Lewis (Fußballspieler, 1977) (* 1977), englischer Fußballspieler
- Ben Lewis (Musicaldarsteller) (* 1979), australischer Musicaldarsteller
- Ben Lewis (Schauspieler, II), kanadischer Schauspieler
- Benjamin Lewis (1869–1960), walisischer Fußballspieler
- Benjie Lewis (* 1982), US-amerikanischer Kanute
- Bernard Lewis (1916–2018), britischer Historiker und Islamwissenschaftler
- Bernie Lewis (* 1945), walisischer Fußballspieler
- Betty Washington Lewis (1733–1797), Schwester von George Washington
- Beverly Lewis (* 1949), US-amerikanische Schriftstellerin
- Beverly Lewis (Golfspielerin), britische Golfspielerin
- Birgit Mayer-Lewis (* 1971), deutsche Pädagogin und Hochschullehrerin
- Blake Lewis (* 1981), US-amerikanischer Singer-Songwriter und Beatboxer
- Bobby Lewis (1933–2020), US-amerikanischer Sänger
- Bobby Lewis (Jazzmusiker), US-amerikanischer Jazzmusiker
- Brad Lewis (* 1958), US-amerikanischer Filmproduzent, Filmregisseur und Politiker
- Brad Alan Lewis (* 1954), US-amerikanischer Ruderer
- Brandon Lewis (* 1971), britischer Politiker
- Brian Lewis, 2. Baron Essendon (1903–1978), britischer Automobilrennfahrer
- Brian Lewis (Politiker) (* 1936), kanadischer Politiker
- Brian Lewis (Fußballspieler) (1943–1998), englischer Fußballspieler
- Brian Lewis (Leichtathlet) (* 1974), US-amerikanischer Leichtathlet
- Burwell Boykin Lewis (1838–1885), US-amerikanischer Politiker und Offizier

### C
- C. J. Lewis (* 1967), britischer Sänger und Songschreiber
- C. S. Lewis (1898–1963), irischer Schriftsteller und Literaturwissenschaftler
- Carl Lewis (* 1961), US-amerikanischer Leichtathlet
- Carl E. Lewis, US-amerikanischer Botaniker
- Carlos Ambrosio Lewis Tullock (1918–2004), panamaischer Geistlicher, Koadjutorbischof von David
- Carol Lewis (* 1963), US-amerikanische Weitspringerin
- Catherine Lewis, kanadische Sängerin (Sopran)
- Cecil Lewis (1898–1997), britischer Pilot und Schriftsteller
- Cecil Day-Lewis (1904–1972), irisch-britischer Schriftsteller und Dichter
- Charles Lewis (Fußballspieler) (1886–1967), englischer Fußballspieler
- Charles Lewis (Journalist) (* 1953), US-amerikanischer Journalist
- Charles Lewis (Radsportler) (* 1968), belizischer Radsportler
- Charles H. Lewis (1871–1965), US-amerikanischer Politiker
- Charles S. Lewis (1821–1878), US-amerikanischer Politiker
- Charlie Lewis (* 1903), US-amerikanischer Jazzpianist
- Charlotte Lewis (Basketballspielerin) (1955–2007), US-amerikanische Basketballspielerin
- Charlotte Lewis (* 1967), britische Schauspielerin
- Chris Lewis (* 1957), neuseeländischer Tennisspieler
- Christopher Lewis (Regisseur) (* 1944), US-amerikanischer Filmregisseur, Produzent und Drehbuchautor
- Christopher Lewis (Geistlicher) (* 1944), britischer Priester und Theologe
- Christopher Lewis (Musikwissenschaftler) (1947–1992), kanadischer Musikwissenschaftler
- Christopher Lewis (Tennisspieler) (* 1956), US-amerikanischer Tennisspieler
- Christopher Lewis (Maler) (* 1962), deutscher Maler
- Christopher D. Lewis, britischer Cembalist
- Clarence Lewis, eigentlicher Name von C. L. Blast (1934/1935–2016), US-amerikanischer Sänger
- Clarence Irving Lewis (1883–1964), US-amerikanischer Logiker und Philosoph
- Clarke Lewis (1840–1896), US-amerikanischer Politiker
- Clayton Lewis (* 1997), neuseeländischer Fußballspieler
- Clive Lewis (* 1971), britischer Politiker (Labour Party)
- Clive Derby-Lewis (1936–2016), südafrikanischer Politiker und Häftling
- Colby Lewis (* 1979), US-amerikanischer Baseballspieler
- Colin Lewis (1942–2022), britischer Radrennfahrer
- Colin Lewis (Schwimmer) (1882–1962), britischer Schwimmer
- Corinth Morter Lewis, belizische Pädagogin und Hochschullehrerin
- Craig Lewis (* 1985), US-amerikanischer Radrennfahrer
- Cris Lewis (* 1988), US-amerikanische Fußballtorhüterin
- Cudjoe Lewis (um 1841–1935), Sklave in den Vereinigten Staaten
- Curly Lewis (Julian Franklin Lewis; 1924–2013), US-amerikanischer Musiker

### D
- D. D. Lewis (* 1945), US-amerikanischer American-Football-Spieler
- Daisy Lewis (* 1984), britische Schauspielerin
- Dale Lewis (1933–1997), US-amerikanischer Ringer
- Damaris Lewis (* 1990), US-amerikanische Schauspielerin und Model
- Damian Lewis (* 1971), britischer Schauspieler
- Damien Lewis, britischer Journalist
- Damien Lewis (Footballspieler) (* 1997), US-amerikanischer American-Football-Spieler
- Dan Lewis (Fußballspieler) (Daniel Lewis; 1902–1965), walisischer Fußballtorhüter
- Dan Lewis (Botaniker) (1910–2009), britischer Botaniker, Genetiker und Hochschullehrer
- Daniel Lewis (Dirigent) (1925–2017), US-amerikanischer Dirigent
- Daniel Lewis (Volleyballspieler) (* 1976), kanadischer Volleyballspieler
- Daniel Lewis (Leichtathlet) (* 1989), jamaikanischer Leichtathlet
- Daniel Lewis (Boxer) (* 1993), australischer Boxer
- Daniel Day-Lewis (* 1957), britisch-irischer Schauspieler
- Danielle Lewis (* 1988), US-amerikanische Triathletin
- Danny Lewis (* 1970), US-amerikanischer Basketballspieler
- Darlene Lewis, englische Sängerin
- Darryll Lewis (* 1968), US-amerikanischer American-Football-Spieler
- Dave Lewis (Rennfahrer) (1881–1928), US-amerikanischer Automobilrennfahrer
- Dave Lewis (Eishockeyspieler) (* 1953), kanadischer Eishockeyspieler und -trainer
- Dave Lewis (Leichtathlet) (* 1961), britischer Leichtathlet
- Dave Lewis (Fotograf) (* 1962), britischer Fotograf
- Dave Lewis (Manager), britischer Manager

- David Lewis (Heiliger) (auch Charles Baker; 1617–1679), englischer Jesuit und Märtyrer
- David Lewis (Filmproduzent) (1903–1987), US-amerikanischer Filmproduzent
- David Lewis (Politiker) (1909–1981), kanadischer  Politiker
- David Lewis (Schauspieler, 1916) (1916–2000), US-amerikanischer Schauspieler
- David Lewis (Cricketspieler, 1927) (1927–2013), simbabwischer Cricketspieler
- David Lewis (Historiker) (1928–1994), britischer Althistoriker und Epigraphiker
- David Lewis (Designer) (1939–2011), dänisch-britischer Designer
- David Lewis (Cricketspieler, 1940) (* 1940), walisischer Cricketspieler
- David Lewis (Psychologe) (* 1942), britischer Neuropsychologe und Historiker
- David Lewis (Tennisspieler) (* 1964), neuseeländischer Tennisspieler
- David Lewis (Schauspieler, 1976) (* 1976), kanadischer Schauspieler
- David Lewis (Kameramann), Kameramann
- David Lewis (Filmemacher), US-amerikanischer Drehbuchautor, Regisseur und Produzent
- David E. Lewis (1915–1981), US-amerikanischer Drehbuchautor
- David Henry Lewis (1917–2002), britischer Segler, Abenteurer, Anthropologe und Arzt
- David John Lewis (1869–1952), US-amerikanischer Politiker
- David Kellogg Lewis (1941–2001), US-amerikanischer Philosoph
- David Levering Lewis (* 1936), US-amerikanischer Historiker
- David M. Lewis (1928–1994), britischer Altertumswissenschaftler und Hochschullehrer
- David Peter Lewis (1820–1884), US-amerikanischer Politiker (Alabama)
- David Thomas Lewis (1912–1983), US-amerikanischer Jurist und Politiker
- David William Lewis (1815–1885), US-amerikanischer Jurist und konföderierter Politiker
- Dawnn Lewis, (* 1961), US-amerikanische Schauspielerin und Synchronsprecherin
- Dean Lewis (* 1987), australischer Singer-Songwriter
- Denise Lewis (* 1972), britische Leichtathletin
- Derek Lewis (1929–1953), englischer Fußballspieler
- Digby Lewis, südafrikanischer Fischkundler
- Dillon Lewis (* 1996), walisischer Rugby-Union-Spieler
- Dilwyn John David Lewis (1924–2000), britischer Modedesigner
- Dion Lewis (* 1990), US-amerikanischer American-Football-Spieler
- Dixon Hall Lewis (1802–1848), US-amerikanischer Politiker
- Dominic Lewis (* 1985), britischer Komponist
- Don Lewis (1935–2006), kanadischer Schauspieler und Designer
- Donna Lewis (* 1959), britische Sängerin
- Doug Lewis (Douglas Lewis; * 1964), US-amerikanischer Skirennläufer
- Douglas Lewis (Boxer) (1904–??), kanadischer Boxer
- Douglas Lewis (Politiker) (* 1938), kanadischer Politiker (PC)
- Duffy Lewis (1888–1979), US-amerikanischer Baseballspieler

### E
- Ean Lewis (* 1991), belizischer Fußballspieler
- Earl R. Lewis (1887–1956), US-amerikanischer Politiker
- Ed Lewis (1891–1966), US-amerikanischer Ringer
- Ed Lewis (Musiker) (1909–1985), US-amerikanischer Jazzmusiker
- Eddie Lewis (Fußballspieler, 1935) (Edward Lewis; 1935–2011), englischer Fußballspieler und -trainer
- Eddie Lewis (Fußballspieler, 1974) (Edward Lewis; * 1974), US-amerikanischer Fußballspieler
- Edmonia Lewis (1844–1907), US-amerikanische Bildhauerin
- Edna Lewis (1916–2006), amerikanische Köchin
- Edward Lewis (Unternehmer) († 1980), britischer Börsenmakler und Mitbegründer von Decca Records
- Edward Lewis (Produzent) (1919–2019), US-amerikanischer Filmproduzent
- Edward B. Lewis (1918–2004), US-amerikanischer Biologe und Genetiker
- Edward Mann Lewis (1863–1949), US-amerikanischer Generalmajor
- Edward T. Lewis (1834–1927), US-amerikanischer Politiker
- Eifion Lewis-Roberts (* 1981), walisischer Rugbyspieler
- Eldece Clarke-Lewis (* 1965), bahamaische Sprinterin
- Eleanor Parke Custis Lewis (1779–1852), Enkelin von George Washington
- Elijah B. Lewis (1854–1920), US-amerikanischer Politiker
- Elliott Lewis (1858–1935), australischer Politiker
- Elmo Lewis (1872–1948), amerikanischer Autor
- Emyr Lewis (* 1968), walisischer Rugby-Union-Spieler
- Eric Lewis (Schiedsrichter) (* 1971), US-amerikanischer Basketballschiedsrichter
- Ernest Lewis (1867–1930), britischer Tennisspieler
- Ernest Gordon Lewis (1918–2006), britischer Kolonialverwalter
- Eric Lewis (* 1973), US-amerikanischer Musiker

### F
- F. John Lewis (1916–1993), US-amerikanischer Chirurg
- Fiona Lewis (* 1946), britischer Schauspieler und Schriftsteller
- Flex Lewis (* 1983), walischer Bodybuilder
- Florence Lewis (1877–1964), US-amerikanische Mathematikerin und Hochschullehrerin
- Forrest Lewis (1899–1977), US-amerikanischer Schauspieler
- Francis Lewis (1713–1803), britischer Kaufmann
- Frank Lewis (Ringer) (1912–1998), US-amerikanischer Ringer
- Frank Lewis (Vizegouverneur) (* 1939), kanadischer Rundfunkmanager und Politiker
- Frank Lewis (Footballspieler) (* 1947), US-amerikanischer Footballspieler
- Frank W. Lewis (1912–2010), US-amerikanischer Kryptograf
- Fred Lewis (* 1980), US-amerikanischer Baseballspieler
- Fred Ewing Lewis (1865–1949), US-amerikanischer Politiker
- Furry Lewis (1893–1981), US-amerikanischer Blues-Musiker

### G
- Gaby Lewis (* 2001), irische Cricketspielerin
- Garrett Lewis (1935–2013), US-amerikanischer Schauspieler, Artdirector und Szenenbildner
- Gary Lewis (Musiker) (* 1945), amerikanischer Musiker, Gründer von Gary Lewis & the Playboys
- Gary Lewis (Schauspieler) (* 1958), schottischer Schauspieler
- Geoffrey Lewis (1935–2015), US-amerikanischer Schauspieler
- George Randall Lewis, britischer Historiker
- George Lewis, 1. Baronet (1833–1911), britischer Jurist
- George Lewis (Fußballspieler, 1876) (1876–1943), englischer Fußballspieler
- George Lewis (Klarinettist) (1900–1968), US-amerikanischer Jazz-Klarinettist
- George Lewis (Fußballspieler, 1913) (1913–1981), walisischer Fußballspieler
- George Lewis (Leichtathlet) (1917–2011), Leichtathlet aus Trinidad und Tobago
- George Lewis (Posaunist) (* 1952), US-amerikanischer Jazz-Posaunist
- George Lewis (Tennisspieler) (* 1965), Tennisspieler der Amerikanischen Jungferninseln
- George Cornewall Lewis (Sir George Cornewall Lewis, 2. Baronet; 1806–1863), britischer Staatsmann und Gelehrter
- George J. Lewis (1903–1995), US-amerikanischer Schauspieler
- George L. Lewis (* um 1915), indischer Badmintonspieler
- Geraint Lewis (Badminton) (* 1973), walisischer Badmintonspieler
- Geraint Lewis (Rugbyspieler) (* 1974), walisischer Rugbyspieler
- Geraint F. Lewis (* 1969), walisischer Astrophysiker
- Gerard J. Lewis (* 1959), britischer Wirtschaftswissenschaftler
- Gerda Lewis (* 1992), deutsche Reality-TV-Teilnehmerin, Model und Influencerin
- Gia Lewis-Smallwood (* 1979), US-amerikanische Diskuswerferin
- Gilbert Newton Lewis (1875–1946), US-amerikanischer Physikochemiker
- Graceanna Lewis (1821–1912), US-amerikanische Naturforscherin, Ornithologin, Illustratorin und Abolitionistin
- Grant Lewis (* 1985), US-amerikanischer Eishockeyspieler
- Greg Lewis (Leichtathlet) (* 1946), australischer Sprinter
- Greg Lewis (Musiker), US-amerikanischer Jazzmusiker
- Greg Lewis (Schauspieler), Schauspieler
- Greg Lewis (Footballspieler) (* 1980), US-amerikanischer American-Football-Spieler
- Gus Lewis (* 1993), US-amerikanischer Schauspieler
- Guy Lewis (1922–2015), US-amerikanischer Basketballtrainer
- Gwendoline Joyce Lewis (1909–1967), britisch-südafrikanische Botanikerin
- Gwylim Lewis (1914–2009), US-amerikanischer Orthopäde
- Gwyn Lewis, irische UN-Funktionärin
- Gwynne Lewis (1933–2014), britischer Historiker

### H
- Harold Lewis (1923–2011), US-amerikanischer Physiker
- Harold M. Lewis (1889–1973), US-amerikanischer Stadtplaner
- Harry Lewis (Boxer) (1886–1956), US-amerikanischer Boxer
- Harry Lewis (Fußballspieler, 1896) (1896–1976), englischer Fußballspieler
- Harry Lewis (Fußballspieler, 1910) (1910–2006), walisischer Fußballspieler
- Harry Lewis (Musiker) (1915–1998), englischer Saxophonist und Klarinettist
- Harry Lewis (Schauspieler) (1920–2014), US-amerikanischer Schauspieler
- Harry Lewis (Fußballspieler, 1997) (* 1997), englischer Fußballspieler
- Harry R. Lewis (Harry Roy Lewis; * 1947), US-amerikanischer Mathematiker, Informatiker und Hochschullehrer
- Harry Sinclair Lewis (1885–1951), US-amerikanischer Schriftsteller, siehe Sinclair Lewis
- Harvey Spencer Lewis (1883–1939), US-amerikanischer Freimaurer und Rosenkreuzer
- Haydn Lewis (* 1986), barbadischer Tennisspieler
- Hayley Lewis (* 1974), australische Schwimmerin
- Hedgemon Lewis (1946–2020), US-amerikanischer Boxer
- Henry Lewis (Künstler) (1819–1904), US-amerikanischer Maler und Diplomat
- Henry Lewis (Keltologe) (1889–1968), walisischer Keltologe und Hochschullehrer
- Henry Lewis (Dirigent) (1932–1996), US-amerikanischer Dirigent
- Henry Lewis (Stückeschreiber), englischer Autor von Komödien
- Herbert Lewis (Politiker) (1858–1933), walisischer liberaler Politiker
- Herbert Clyde Lewis (1909–1950), US-amerikanischer Schriftsteller
- Herbie Lewis (Eishockeyspieler)  (1906–1991), kanadischer Eishockeyspieler, -trainer und -funktionär
- Herbie Lewis (Bassist) (1941–2007), US-amerikanischer Jazzbassist
- Herman Lewis (1910–2001), US-amerikanischer Tontechniker
- Herschell Gordon Lewis (1929–2016), US-amerikanischer Regisseur
- Hershel Lewis, US-amerikanischer Basketballspieler
- Hilda Lewis (1896–1974), britische Schriftstellerin
- Hopeton Lewis (1947–2014), jamaikanischer Sänger, Komponist und Pionier des Rocksteady
- Huey Lewis (* 1950), US-amerikanischer Rockmusiker und Schauspieler

### I
- Indy Lewis (* 2001), britische Schauspielerin
- Ioan Lewis (1930–2014), britische Anthropologe
- Ira Lewis († 2015), US-amerikanischer Schauspieler und Theaterautor
- Irwin Albert Lewis (1921–1990), US-amerikanischer Journalist und Meinungsforscher
- Isaac Newton Lewis (1858–1931), US-amerikanischer Soldat und Erfinder
- Ivan Lewis (* 1967), britischer Politiker

### J
- J. Hamilton Lewis (James Hamilton Lewis; 1863–1939), US-amerikanischer Politiker
- Jack Lewis (Fußballspieler, 1882) (John Richard Lewis; 1882–1954), walisischer Fußballspieler
- Jack Lewis, eigentlich C. S. Lewis (1898–1963), irischer Schriftsteller und Literaturwissenschaftler
- Jack Lewis (Fußballspieler, 1902) (James John Lewis; 1902–1965), walisischer Fußballspieler
- Jack Lewis (Fußballspieler, 1912) (John E. Lewis; 1912–??), walisischer Fußballspieler
- Jack Lewis (Fußballspieler, Wrexham) (John Lewis; fl. 1932–1950), englischer Fußballspieler
- Jack Lewis (Fußballspieler, 1919) (John Lewis; 1919–2005), englischer Fußballspieler
- Jack Lewis (Fußballspieler, 1920) (John Lewis; 1920–1988), englischer Fußballspieler
- Jack Lewis (Fußballspieler, 1923) (John Lewis; 1923–2002), englischer Fußballspieler
- Jack Lewis (Autor) (1924–2009), US-amerikanischer Journalist, Schriftsteller und Drehbuchautor
- Jack Lewis (Fußballspieler, 1948) (Frederick John Lewis; * 1948), walisischer Fußballspieler
- Jack Lewis, Baron Lewis of Newnham (1928–2014), britischer Chemiker und Politiker
- Jack Lewis (Musiker) (* 1980), US-amerikanischer Musiker
- Jack Lewis (Produzent) († 2011), US-amerikanischer Musikproduzent
- Jackie Lewis (* 1936), britischer Rennfahrer
- Jade Lewis (* 1998), neuseeländische Tennisspielerin
- Jamal Lewis (Footballspieler) (* 1979), US-amerikanischer Footballspieler
- Jamal Lewis (Fußballspieler) (* 1998), nordirischer Fußballspieler
- James Lewis (Fußballspieler) (* 1974), vincentinischer Fußballspieler
- James Lewis (Hockeyspieler) (* 1974), britischer Hockeyspieler
- James Lewis (Radsportler) (* 1990), britischer Radsportler
- James Brandon Lewis (* 1983), US-amerikanischer Jazzmusiker
- James C. Lewis (Biologe) (* 1936), US-amerikanischer Biologe
- James C. Lewis (Stuntman), US-amerikanischer Stuntman und Schauspieler
- James T. Lewis (1819–1904), US-amerikanischer Politiker
- James W. Lewis (James William Lewis; 1946–2023), US-amerikanischer Mordverdächtiger
- Jamie Lewis (* 1991), walisischer Dartspieler
- Jane Lewis (* 1950), britische Soziologin und Hochschullehrerin
- Janet Lewis (1899–1998), US-amerikanische Schriftstellerin
- Jared Lewis (* 1982), vincentinischer Sprinter
- Jaren Lewis (* 1996), US-amerikanischer Basketballspieler
- Jarma Lewis (1931–1985), US-amerikanische Schauspielerin
- Jason Lewis (Politiker) (* 1955), US-amerikanischer Politiker
- Jason Lewis (Abenteurer) (* 1967), britischer Abenteurer
- Jason Lewis (Schauspieler) (* 1971), US-amerikanischer Schauspieler
- Jazsmin Lewis (* 1976), US-amerikanische Schauspielerin
- Jean Lewis (1929–2011), US-amerikanische Schauspielerin, siehe Eve Brent
- Jean Lewis (* um 1922), britische Kryptoanalytikerin, siehe Regene Lewis
- Jeff Lewis (Drehbuchautor I), US-amerikanischer Drehbuchautor
- Jeff Lewis (Schauspieler), US-amerikanischer Schauspieler
- Jeff Lewis (Drehbuchautor II), US-amerikanischer Drehbuchautor
- Jeff Lewis (Unternehmer) (* 1970), US-amerikanischer Immobilienunternehmer
- Jeff Lewis (Footballspieler) (1973–2013), US-amerikanischer American-Football-Spieler und -Trainer
- Jeffrey Lewis (* 1975), US-amerikanischer Singer-Songwriter und Comic-Zeichner
- Jeffrey Lewis (Komponist) (* 1942), britischer Musiker und Komponist
- Jenifer Lewis (* 1957), US-amerikanische Schauspielerin
- Jenny Lewis (* 1976), US-amerikanische Sängerin
- Jenny M. Lewis (* 1960), Politikwissenschaftlerin
- Jensen Lewis (* 1984), US-amerikanischer Baseballspieler
- Jerry Lewis (1926–2017), US-amerikanischer Komiker
- Jerry Lewis (Politiker) (1934–2021), US-amerikanischer Politiker
- Jerry Lee Lewis (1935–2022), US-amerikanischer Musiker
- Jess Lewis (* 1947), US-amerikanischer Ringer
- Jessica Lewis (1887–1962), US-amerikanische Liedtexterin
- Jessie Penn-Lewis (1861–1927), walisische Predigerin und Autorin geistlicher Bücher
- Jim Lewis (Fußballspieler, 1874) (James Lewis; 1874–1957), irischer Fußballtorhüter
- Jim Lewis (Fußballspieler, 1905) (James William Lewis; 1905–1976), englischer Fußballspieler
- Jim Lewis (Fußballspieler, 1909) (Daniel James Lewis; 1909–1980), walisischer Fußballspieler
- Jim Lewis (Fußballspieler, 1927) (James Leonard Lewis; 1927–2011), englischer Fußballspieler
- Jim Lewis (Basketballtrainer), US-amerikanischer Basketballtrainer
- Jim Lewis (Drehbuchautor) (* 1955), US-amerikanischer Drehbuchautor und Produzent
- Jim Lewis (Librettist), US-amerikanischer Librettist
- Jimmy Lewis (Bassist) (James Lewis; 1918–2000), US-amerikanischer Bassist
- Jimmy Lewis (Musiker, 1939) (James Eddie Lewis; 1939–2004), US-amerikanischer Sänger, Songwriter, Arrangeur und Produzent
- Jimmy Lewis (Rennfahrer) (* 1968), US-amerikanischer Motorradrennfahrer
- Jimmy „Baby Face“ Lewis (James Lewis; * 1932/1933), US-amerikanischer Gitarrist, Sänger und Songwriter
- Joanna Lewis (* 1963), australische Musikerin
- Joe Lewis (Unternehmer) (Joseph C. Lewis; * 1937), britischer Unternehmer
- Joe Lewis (Kampfsportler) (1944–2012), US-amerikanischer Kampfkünstler und Schauspieler
- Joe Lewis (Fußballspieler) (Joseph Peter Lewis; * 1987), englischer Fußballtorwart
- Joe E. Lewis (1902–1971), US-amerikanischer Sänger, Schauspieler und Komiker
- John Lewis (Schiedsrichter) (1855–1926), englischer Fußballspieler, -funktionär und -schiedsrichter
- John Lewis (Fußballspieler) (1881–1954), walisischer Fußballspieler
- John Lewis (Reiter) (1902–1983), irischer Springreiter
- John Lewis (Typograf) (1912–1996), britischer Typograf, Illustrator und Sammler
- John Lewis (Pianist) (1920–2001), US-amerikanischer Musiker
- John Lewis (Politiker) (1940–2020), US-amerikanischer Politiker, Bürgerrechtler und Schriftsteller
- John Lewis (Gewichtheber) (* 1943), kanadischer Gewichtheber
- John B. Lewis (1925–2017), kanadischer Meeresbiologe und Museumsdirektor
- John F. Lewis (John Francis Lewis; 1818–1895), US-amerikanischer Politiker
- John Frederick Lewis (1805–1876), britischer Maler
- John H. Lewis (John Henry Lewis; 1830–1929), US-amerikanischer Politiker
- John Henry Lewis (1914–1974), US-amerikanischer Boxer
- John L. Lewis (Politiker, 1800) (1800–1886), US-amerikanischer Politiker
- John L. Lewis (Politiker, 1807) (1807–1871), US-amerikanischer Politiker
- John L. Lewis (Gewerkschafter) (1880–1969), US-amerikanischer Gewerkschafter
- John S. Lewis (* 1941), US-amerikanischer Astrophysiker
- John Trevor Lewis (1932–2004), britischer Mathematiker und Physiker
- John W. Lewis (John William Lewis; 1841–1913), US-amerikanischer Politiker
- John Wilson Lewis (1930–2017), US-amerikanischer Politikwissenschaftler
- John Wood Lewis (1801–1865), US-amerikanischer Politiker
- Johnie Lewis (1908–1992),  US-amerikanischer Bluesmusiker
- Johnnie Lewis (1946–2015), liberianischer Anwalt und Politiker
- Johnny Lewis (Boxtrainer) (* 1944), australischer Boxtrainer
- Johnny Lewis (1983–2012), US-amerikanischer Schauspieler
- Jona Lewie (* 1947), britischer Sänger
- Jonathan Lewis (Tennisspieler) (* 1981), barbadischer Tennisspieler
- Jonathan Lewis (Fußballspieler) (* 1997), US-amerikanischer Fußballspieler
- Joseph Lewis junior (1772–1834), US-amerikanischer Politiker
- Joseph Lewis (Freidenker) (1889–1968), US-amerikanischer Freidenker
- Joseph Lewis (Radsportler) (auch Joe Lewis; * 1989), australischer Radsportler
- Joseph Lewis (Eishockeyspieler) (* 1992), britisch-deutscher Eishockeyspieler
- Joseph H. Lewis (Joseph Harold Lewis; 1907–2000), US-amerikanischer Filmregisseur
- Joseph Horace Lewis (1824–1904), US-amerikanischer Jurist, General und Politiker
- Judah Lewis (* 2001), US-amerikanischer Schauspieler
- Judy Lewis (1935–2011), US-amerikanische Schauspielerin und Psychotherapeutin
- Juliette Lewis (* 1973), US-amerikanische Schauspielerin und Musikerin

### K
- Keenan Lewis (* 1986), US-amerikanischer American-Football-Spieler
- Kelsey Lewis (1995–2024), US-amerikanische Schauspielerin
- Kenneth Lewis (* 1947), US-amerikanischer Bankmanager
- Kenny Lee Lewis (* 1954), US-amerikanischer Rockmusiker
- Kevin Lewis (Fußballspieler, 1940) (* 1940), englischer Fußballspieler
- Kevin Lewis (Fußballspieler, 1952) (* 1952), englischer Fußballspieler
- Kevin Lewis (Fußballspieler, 1970) (* 1970), englischer Fußballspieler
- Kevin Lewis (Fußballspieler, 1999) (* 1999), uruguayischer Fußballspieler
- Kevin Lewis (Politiker), Politiker aus Jersey
- Kira Lewis (* 2001), US-amerikanischer Basketballspieler
- Kirstin Lewis (* 1975), südafrikanische Bogenschützin
- Kodi Lewis (* 1981), barbadischer Tennisspieler
- Kristin Lewis (* 1975), US-amerikanische Opernsängerin

### L
- Laddie Lewis (1915–?), guyanischer Radrennfahrer
- Larnell Lewis (* 1984), kanadischer Fusionmusiker
- Lawrence Lewis (1879–1943), US-amerikanischer Politiker
- Leah Lewis (* 1996), US-amerikanische Schauspielerin
- Lennox Lewis (* 1965), britischer Boxer
- Leona Lewis (* 1985), britische Sängerin
- Leonard Lewis (Leonard of Mayfair; 1938–2016), britischer Friseur
- Leslie Allin Lewis (1899–1961), englischer Horrorschriftsteller
- Leslie Lewis (1924–1986), britischer Sprinter
- Lew Lewis (1955–2021), britischer Rockmusiker
- Lincoln Lewis (* 1987), australischer Schauspieler
- Linda Lewis (1950–2023), britische Sängerin
- Linda Gail Lewis (* 1947), US-amerikanische Countrymusikerin
- Lionel Lewis (* 1982), singapurischer Fußballspieler
- Lowell Lewis (* 1952), Politiker in Montserrat
- Luca Lewis (* 2001), US-amerikanisch-italienischer Fußballtorwart
- Lunchmoney Lewis (* 1988), US-amerikanischer Sänger und Songwriter

### M
- Mansel Lewis (1845–1931), walisischer Maler
- Marcedes Lewis (* 1984), US-amerikanischer American-Football-Spieler
- Marcia Lewis (1938–2010), US-amerikanische Schauspielerin und Sängerin
- Mark A. Lewis (* 1962), kanadischer Mathematiker
- Mark Lewis-Francis (* 1982), britischer Leichtathlet
- Martin Lewis (Künstler) (1881–1962), US-amerikanischer Künstler, australischer Abstammung
- Martin Lewis (Schauspieler, 1888) (1888–1970), britischer Schauspieler
- Martin Lewis (Produzent) (* 1952), britischer Produzent, Humorist, Moderator, Autor und Manager
- Martin Lewis (Schauspieler, 1970) (* 1970), australischer Schauspieler
- Martin Lewis (Journalist) (* 1972), britischer Journalist
- Martin Lewis (Basketballspieler) (* 1975), US-amerikanischer Basketballspieler
- Martin Winbolt-Lewis (* 1946), britischer Leichtathlet
- Martyn Lewis (* 1982), walisischer Badmintonspieler
- Mary Lewis (* 1960), US-amerikanische Judoka
- Matthew Lewis (Fotograf) (* 1930), US-amerikanischer Fotograf
- Matthew Lewis (Schauspieler, 1937) (* 1937), US-amerikanischer Schauspieler
- Matthew Lewis (Schauspieler, 1989) (* 1989), britischer Schauspieler
- Matthew Lewis (Fußballspieler) (* 1990), australischer Fußballspieler
- Matthew Gregory Lewis (1775–1818), britischer Schriftsteller
- Maud Lewis (1903–1970), kanadische Malerin
- Meade Lux Lewis (1905–1964), US-amerikanischer Jazz-Musiker
- Mechelle Lewis (* 1980), US-amerikanische Leichtathletin
- Mel Lewis (1929–1990), US-amerikanischer Jazz-Schlagzeuger
- Meriwether Lewis (1774–1809), US-amerikanischer Entdecker
- Merton E. Lewis (1861–1937), US-amerikanischer Jurist und Politiker
- Mervin Lewis (* 2000), Fußballspieler von St. Kitts und Nevis
- Michael Lewis (Historiker) (1890–1970), britischer Marinehistoriker und Schriftsteller
- Michael Lewis (Bischof) (* 1953), britisch-zypriotischer Bischof
- Michael Lewis (Rennfahrer, 1959) (* 1959), US-amerikanischer Rennfahrer
- Michael Lewis (Autor) (* 1960), US-amerikanischer Publizist
- Michael Lewis (Radsportler) (* 1967), belizischer Radrennfahrer
- Michael Lewis (Rennfahrer, 1990) (* 1990), US-amerikanischer Rennfahrer
- Michael J. Lewis (* 1939), britischer Komponist und Filmkomponist
- Michael J. Lewis (Architekturhistoriker) (* 1957), US-amerikanischer Architekturhistoriker und Kritiker
- Michael Shawn Lewis (* 1971), US-amerikanischer Musicaldarsteller
- Mildred Lewis (1920–2019), Filmproduzentin und Drehbuchautorin
- Mike Lewis (* 1989), walisischer Fußballtorhüter
- Mike Lewis (Ruderer) (* 1981), kanadischer Ruderer
- Mitchell Lewis (1880–1956), US-amerikanischer Schauspieler
- MK Lewis (eigentlich Maurice Kowaleski), amerikanischer Schauspieler und Schauspiellehrer
- Mo Lewis (* 1969), US-amerikanischer American-Football-Spieler
- Monica Lewis (1922–2015), US-amerikanische Sängerin und Filmschauspielerin
- Morgan Lewis (1754–1844), US-amerikanischer Jurist, Politiker und General
- Moses E. Lewis (1854–1951), US-amerikanischer Politiker
- Myles Lewis-Skelly (* 2006), englischer Fußballspieler
- Myra Gale Lewis (* 1944), US-amerikanische Autorin

### N
- Naphtali Lewis (1911–2005), US-amerikanischer Papyrologe
- Noah Lewis (1895–1961), US-amerikanischer Mundharmonikaspieler
- Norman Lewis (Fußballspieler, 1908) (1908–1968), englischer Fußballspieler
- Norman Lewis (Schriftsteller) (1908–2003), britischer Schriftsteller und Journalist
- Norman Lewis (Maler) (1909–1979), US-amerikanischer Maler
- Norman Lewis (Tennisspieler), britischer Tennisspieler
- Norman Lewis (Fußballspieler, 1927) (1927–2020), englischer Fußballspieler

### O
- Olivia Lewis (* 1978), maltesische Sängerin
- Omari Lewis (* 2001), Sprinter aus Trinidad und Tobago
- Oscar Lewis (1914–1970), US-amerikanischer Anthropologe und Ethnologe
- Oswald Lewis (* 1944), indischer Geistlicher, Bischof von Jaipur

### P
- Panama Lewis (1945–2020), US-amerikanischer Boxtrainer
- Patrick Lewis (* 1991), US-amerikanischer American-Football-Spieler
- Paul Lewis (* 1972), britischer Pianist
- Paul Snowden Lewis (* 1966), australischer Hockeyspieler
- Peirce F. Lewis (1927–2018), US-amerikanischer Geograph
- Peter Lewis (1942–2017), australischer Politiker
- Peter Lewis (* 1990), australischer Radsportler
- Peter B. Lewis († 2013), US-amerikanischer Geschäftsmann und Philanthrop
- Phil Lewis (Leichtathlet) (* 1949), britischer Mittelstreckenläufer
- Phil Lewis (Musiker) (* 1957), britischer Sänger, Mitglied von L.A. Guns
- Phill Lewis (* 1968), US-amerikanischer Schauspieler und Moderator

### R
- R. W. B. Lewis (1917–2002), US-amerikanischer Literaturwissenschaftler
- Ralph Lewis (1872–1937), US-amerikanischer Schauspieler
- Ramsey Lewis (1935–2022), US-amerikanischer Jazzpianist
- Randy Lewis (Rennfahrer) (* 1945), US-amerikanischer Automobilrennfahrer
- Randy Lewis (Ringer) (* 1959), US-amerikanischer Ringer
- Randy Lewis (Leichtathlet) (* 1978), grenadischer Dreispringer
- Rashard Lewis (* 1979), US-amerikanischer Basketballspieler
- Rawle D. Lewis, US-amerikanischer Schauspieler
- Ray Lewis (Leichtathlet) (1910–2003), kanadischer Leichtathlet
- Ray Lewis (Schiedsrichter) (* 1944), englischer Fußballschiedsrichter
- Ray Lewis (Footballspieler) (* 1975), US-amerikanischer Footballspieler
- Reg Lewis (Fußballspieler) (1920–1997), englischer Fußballspieler
- Reg Lewis (Schauspieler) (1936–2021), US-amerikanischer Schauspieler
- Regene Lewis (* ca. 1922), britische Kryptoanalytikerin
- Reggie Lewis (1965–1993), US-amerikanischer Basketballspieler
- Richard Lewis (Dichter), britischer Dichter
- Richard Lewis (Bischof von Llandaff) (1821–1905), britischer anglikanischer Bischof
- Richard Lewis (Sänger) (1914–1990), britischer Sänger (Tenor)
- Richard Lewis (Produzent) (1920–2009), US-amerikanischer Fernsehproduzent
- Richard Lewis (Bischof von St Edmundsbury und Ipswich) (1943–2020), britischer anglikanischer Bischof
- Richard Lewis (Komiker) (1947–2024), US-amerikanischer Schauspieler und Komiker
- Richard Lewis (Tennisspieler) (* 1954), britischer Tennisspieler
- Ricky Lewis (* 1982), US-amerikanischer Fußballspieler
- Rico Lewis (* 2004), englischer Fußballspieler
- Robert Lewis (Musiker) (Son Fewclothes Lewis; 1900–1964), US-amerikanischer Jazzschlagzeuger
- Robert Lewis (1909–1997), US-amerikanischer Schauspieler, Regisseur und Schauspiellehrer
- Robert Fieldmore Lewis (1947–2001), US-amerikanischer Strafgefangener
- Robert G. Lewis (1916–2011), US-amerikanischer Fotograf, Autor und Herausgeber
- Robert Jacob Lewis (1864–1933), US-amerikanischer Politiker
- Robert Michael Lewis (* 1934), US-amerikanischer Regisseur und Produzent
- Robert S. Lewis (1856–1956), US-amerikanischer Politiker
- Robert Lewis (Sportschütze) (* 2006), britischer Sportschütze
- Roger Lewis (Manager) (1912–1987), amerikanischer Manager
- Roger Lewis (Produzent) (1918–1984), US-amerikanischer Filmproduzent
- Roger Lewis (Saxophonist), US-amerikanischer Saxophonist
- Roger Lewis (Schriftsteller) (* 1960), englischer Schriftsteller und Biograph
- Roger Lewis (Footballspieler) (* 1993), US-amerikanischer American-Football-Spieler
- Ron Lewis (* 1946), US-amerikanischer Politiker
- Ronald Lewis (Politiker) (1909–1990), britischer Politiker der Labour Party
- Ronald Lewis (Sänger) (1916–1967), walisischer Opernsänger (Bariton)
- Ronald Lewis (Schauspieler) (1928–1982), walisischer Schauspieler
- Roy Lewis (1913–1996), britischer Schriftsteller und Journalist
- Rudolph Lewis (1887–1933), südafrikanischer Radrennfahrer
- Rudy Lewis (1936–1964), US-amerikanischer Sänger
- Russell Lewis (Choreograf) (1908–1961), US-amerikanischer Choreograf
- Russell Lewis (Drehbuchautor) (* 1963), englischer Drehbuchautor
- Ryan Lewis (* 1988), US-amerikanischer Musiker und Musikproduzent

### S
- Sabby Lewis (1914–1994), US-amerikanischer Pianist und Bandleader
- Sagan Lewis (1953–2016), US-amerikanische Schauspielerin
- Sam M. Lewis (1885–1959), US-amerikanischer Songwriter
- Samella Lewis (1923–2022), US-amerikanische Künstlerin und Historikerin
- Samuel Lewis (Geistlicher) (1843–1903), erster schwarzafrikanischer Bischof in Sierra Leone
- Samuel S. Lewis (1874–1959), US-amerikanischer Politiker
- Samuel W. Lewis (1930–2014), US-amerikanischer Diplomat
- Sandy Allen-Lewis (Sandra Louise Allen-Lewis; * 1978), australische Softballspielerin
- Sarah Lewis (* 1964), britische Skirennläuferin und Sportfunktionärin
- Saunders Lewis (1893–1985), walisischer Politiker (Plaid Cymru), Dramatiker, Dichter, Literaturkritiker und Historiker
- Saydrel Lewis (* 1997), grenadischer Fußballspieler
- Shane Lewis (Rennfahrer) (* 1967), US-amerikanischer Automobilrennfahrer
- Shane Lewis (Schwimmer) (1973–2021), australischer Schwimmer
- Shari Lewis (1933–1998), US-amerikanische Puppenspielerin und Moderatorin
- Shaznay Lewis (* 1975), britische Sängerin, Schauspielerin und Songwriter
- Sheldon Lewis (1869–1958), US-amerikanischer Schauspieler
- Sinclair Lewis (Harry Sinclair Lewis; 1885–1951), US-amerikanischer Schriftsteller
- Smiley Lewis (1913–1966), US-amerikanischer Musiker
- Sophie Lewis (Autorin), deutsch-britische Autorin
- Sophie Lewis (Radsportlerin) (* 2002), britische Radrennfahrerin
- Stephen Lewis (Schauspieler) (1926–2015), britischer Schauspieler
- Stephen Lewis (Politiker) (* 1937), kanadischer Politiker, Diplomat und Entwicklungshelfer
- Stephen Lewis (Leichtathlet) (* 1968), Sprinter aus Montserrat
- Steve Lewis (* 1969), US-amerikanischer Sprinter
- Steve Lewis (Musiker) (1896–1941), US-amerikanischer Jazzmusiker
- Steven Lewis (* 1986), britischer Stabhochspringer
- Stuart Lewis (* 1965), deutscher Bankmanager
- Stuart Lewis-Evans (1930–1958), britischer Rennfahrer

### T
- Tamsin Lewis (* 1979), britische Triathletin
- Tamsyn Lewis (* 1978), australische Leichtathletin
- Ted Lewis (Jazzmusiker) (1890–1971), US-amerikanischer Sänger, Klarinettist, Entertainer und Bandleader
- Ted Lewis (Boxer) (1894–1970), englischer Boxer
- Ted Lewis (Schriftsteller) (1940–1982), britischer Schriftsteller
- Ted Lewis (Schauspieler) (* 1964), US-amerikanischer Schauspieler
- Terence Lewis (* 1935), britischer Politiker
- Teresa Lewis (1969–2010), US-amerikanische wegen Mordes hingerichtete Frau
- Terry Lewis (Polizist) (1928–2023), australischer Polizist
- Terry Lewis (Rollstuhltennisspielerin), US-amerikanische Rollstuhltennisspielerin
- Terry Steven Lewis (* 1956), US-amerikanischer Produzent und Songwriter, siehe Jimmy Jam und Terry Lewis
- Texas Jim Lewis (1909–1990), US-amerikanischer Countrymusiker
- Thomas Lewis junior, US-amerikanischer Politiker
- Thomas Lewis (Politiker, 1821) (1821–1897), britischer Politiker
- Thomas Lewis (Mediziner) (1881–1945), britischer Kardiologe
- Thomas Lewis (Politiker, 1922) (1922–2016), australischer Politiker
- Thomas Lewis (Footballspieler) (* 1972), US-amerikanischer Footballspieler
- Thomas Arthur Lewis (1881–1923), britischer Politiker
- Thomas Frankland Lewis, 1. Baronet (1780–1855), britischer Politiker
- Tim Lewis (* 1961), US-amerikanischer American-Football-Spieler
- Timothy Richards Lewis (1841–1886), britischer Mediziner
- Toby Lewis (* 1989), britischer Pokerspieler

- Tom Lewis (Schauspieler) (1867–1927), US-amerikanischer Schauspieler
- Tom Lewis (Politiker) (1924–2003), US-amerikanischer Politiker
- Tom Lewis (Sänger) (geboren am 16. April 1943), britischer Songwriter und Sänger
- Tom Lewis (Filmeditor), US-amerikanischer Filmeditor
- Tom Lewis (Snookerspieler), walisischer Snookerspieler
- Tom Lewis (Golfspieler) (* 1991), englischer Golfspieler
- Torrie Lewis (* 2005), australische Sprinterin
- Trevor Lewis (Wasserballspieler) (1919–1995), britischer Wasserballspieler
- Trevor Lewis (* 1987), US-amerikanischer Eishockeyspieler
- Trevor Oswin Lewis (1935–2015), britischer Kommunalpolitiker (parteilos)
- Trey Lewis (Tennisspielerin) (* 1959), US-amerikanische Tennisspielerin
- Trey Lewis (Footballspieler) (* 1985), US-amerikanischer American-Football-Spieler
- Trey Lewis (Basketballspieler) (eigentlich Joseph Lewis III; * 1992), US-amerikanischer Basketballspieler

### V
- Vach Lewis († 1908), US-amerikanischer Mafioso
- Vaughan Lewis (* 1940), lucianischer Politiker und Premierminister
- Vera Lewis (1873–1956), US-amerikanische Schauspielerin
- Vernon Lewis (* 1965), lucianischer Tennisspieler
- Vic Lewis (1919–2009), britischer Cricketspieler und Jazzmusiker
- Vicki Lewis (* 1960), US-amerikanische Schauspielerin
- Victor Lewis (* 1950), US-amerikanischer Jazzschlagzeuger

### W
- W. Arthur Lewis (1915–1991), britischer Ökonom
- Walter „Furry“ Lewis (1893–1981), US-amerikanischer Blues-Gitarrist und -Sänger, siehe Furry Lewis
- Walter Lewis (Ruderer) (1885–1956), kanadischer Ruderer
- Warren Lewis (Chemiker) (1882–1975), US-amerikanischer Chemiker und Chemieingenieur
- Warren Lewis (Historiker) (Warren Hamilton Lewis) (1895–1973), irischer Historiker
- Warren Lewis (Drehbuchautor), US-amerikanischer Drehbuchautor und Filmproduzent
- Warren Lewis (Fußballspieler) (* 1971), südafrikanischer Fußballspieler
- Warren H. Lewis (Warren Harmon Lewis) (1870–1964), US-amerikanischer Embryologe und Zellbiologe
- Wilfrid Bennett Lewis (1908–1987), kanadischer Physiker
- William Lewis (Chemiker) (1708–1781), englischer Chemiker
- William Lewis (Schachspieler) (1787–1870), englischer Schachspieler
- William Lewis (Violinist) (1837–??), englischer Violinist und Unternehmer
- William Lewis (Fußballtrainer), englischer Fußballtrainer
- William Lewis (Politiker) (1868–1959), US-amerikanischer Politiker
- William Lewis (Physikochemiker) (1885–1956), britischer Chemiker
- William Arthur Lewis, bekannt als W. Arthur Lewis (1915–1991), britischer Ökonom
- William B. Lewis († 1884), US-amerikanischer Politiker
- William Dodge Lewis (1870–1960), US-amerikanischer Pädagoge, Herausgeber und Schriftsteller
- William J. Lewis (1766–1828), US-amerikanischer Politiker
- William Vaughan Lewis (1907–1961), britischer Glaziologe
- William Lewis (Journalist) (* 1969), britisch-amerikanischer Journalist und Herausgeber der Washington Post
- Willie Lewis (1905–1971), US-amerikanischer Jazz-Klarinettist, Saxophonist und Bandleader
- Winford Lee Lewis (1878–1943), US-amerikanischer Chemiker
- Wyndham Lewis (1882–1957), britischer Schriftsteller und Maler

### Y
- Yvette Lewis (* 1985), US-amerikanische Leichtathletin

### Z
- Zeiko Lewis (* 1994), bermudischer Fußballspieler